# Antimetabolit
Antimetabolit je hemijsko jedinjenje koje inhibira korišćenje metabolita, hemijskih materija koje su deo normalnog metabolizma. Takve supstance obično imaju sličnu strukturu sa metabolitom, na primer antifolati koji ometaju upotrebu folne kiseline. Prisustvo antimetabolita može da bude toksično za ćelije, jer zaustavlja ćelijski rast i ćelijsku deobu, tako da se ova jedinjenja koriste za hemoterapiju kancera.

## Funkcija

### Tretman kancera
Antimetaboliti se mogu koristiti za tretiranje kancera, jer oni mogu da ometaju produkciju DNK i stoga ćelijsku deobu i rast tumora. Ćelije kancera provode više vremena u deobi od drugih ćelija, iz kog razloga inhibiranje ćelijske deobe oštećuje ćelije tumora u većoj meri od drugih ćelija.
Antimetaboliti mogu da oponašaju purin (azatioprin, merkaptopurin) ili pirimidin, koji su gradivni blokovi DNK. Oni sprečavaju inkorporaciju gradivnih blokova u DNK molekul tokom S faze ćelijskog ciklusa, čime se zaustavlja normalno razviće i podela. Oni mogu da uriču na RNK sintezu. Timidin se koristi u samo DNK (RNK sadrži uracil umesto njega), te inhibicija sinteze timidina putem timidilatne sintaze selektivno inhibira DNK sintezu.
Ovi lekovi su veoma efektivni, i nalaze široku primenu kao citostatici.

### Antibiotici
Antimetaboliti takođe mogu da budu antibiotici, npr. sulfanilamidni lekovi inhibiraju dihidrofolatnu sintezu kod bakterija tako što se nadmeću sa para-aminobenzojevom kiselinom.

## Tipovi
Glavni predstavnici ovih lekova su:
- Purinski analozi
- Pirimidinski analozi
- Antifolati

## Spoljašnje veze
- [https://web.archive.org/web/20051226012345/http://pharmacology.unmc.edu/cancer/antimeta.htm